# Emmerich Danzer
Emmerich Danzer (Viena, 15 de março de 1944) é um ex-patinador artístico austríaco. Danzer conquistou três medalhas de ouro em campeonatos mundiais, e quatro medalhas de ouro e uma de bronze em campeonatos europeus. Ele também competiu nos Jogos Olímpicos de Inverno de 1964 e 1968.

## Principais resultados
| Resultados                                            | Resultados    | Resultados    | Resultados        | Resultados    | Resultados      | Resultados      | Resultados      | Resultados      | Resultados    | Resultados    | Resultados    | Resultados    |
| Internacional                                         | Internacional | Internacional | Internacional     | Internacional | Internacional   | Internacional   | Internacional   | Internacional   | Internacional | Internacional | Internacional | Internacional |
| Evento/Temporada                                      | 1960– 1961    | 1961– 1962    | 1962– 1963        | 1963– 1964    | 1964– 1965      | 1965– 1966      | 1966– 1967      | 1967– 1968      |               |               |               |               |
| ----------------------------------------------------- | ------------- | ------------- | ----------------- | ------------- | --------------- | --------------- | --------------- | --------------- | ------------- | ------------- | ------------- | ------------- |
| Jogos Olímpicos                                       |               |               |                   | 5.º           |                 |                 |                 | 4.º             |               |               |               |               |
| Campeonato Mundial                                    |               | 7.º           | 9.º               | 5.º           | 5.º             | Medalha de ouro | Medalha de ouro | Medalha de ouro |               |               |               |               |
| Campeonato Europeu                                    | 5.º           | 5.º           | Medalha de bronze | 4.º           | Medalha de ouro | Medalha de ouro | Medalha de ouro | Medalha de ouro |               |               |               |               |
| Nacional                                              |               |               |                   |               |                 |                 |                 |                 |               |               |               |               |
| Campeonato Francês                                    |               |               |                   |               | Medalha de ouro | Medalha de ouro | Medalha de ouro | Medalha de ouro |               |               |               |               |
|                                                       |               |               |                   |               |                 |                 |                 |                 |               |               |               |               |
| Legenda: Competição não foi disputada nesta temporada |               |               |                   |               |                 |                 |                 |                 |               |               |               |               |